# Forbundsforsamlingen (Tyskland)
 For alternative betydninger, se Forbundsforsamlingen. (Se også artikler, som begynder med Forbundsforsamlingen)
Forbundsforsamlingen (tysk: Bundesversammlung) er det forfatningsorgan, der vælger Tysklands forbundspræsident. Forbundsforsamlingen består af medlemmerne af Forbundsdagen og et tilsvarende antal repræsentanter, der er valgt af delstaternes parlamenter. Genvalg er kun tilladt én gang.
Reglerne om Forbundsforsamlingen er fastlagt i Tysklands grundlov, artikel 54, og i supplerende lovgivning.

## Sammensætning
Forbundsforsamlingen består af medlemmerne af Forbundsdagen (fødte medlemmer) og et tilsvarende antal medlemmer, der vælges af delstaternes parlamenter. Forbundsforsamlingen er dermed den største parlamentariske forsamling i Tyskland. Siden 1954 har forbundsdagsmedlemmerne fra Vestberlin også deltaget i valget af forbundspræsident, selvom de ikke havde stemmeret i forbundsdagen indtil Tysklands genforening.
Antallet af repræsentanter fra de enkelte delstatsparlamenter afhænger af befolkningstallet i hver af delstaterne; kun indbyggere med tysk statsborgerskab tæller med i opgørelsen, der foretages af forbundsregeringen. Det antal medlemmer, som hver delstat er blevet tildelt, udpeges derefter af delstaternes parlamenter ved forholdstalsvalg.
Enhver, der er valgbar til Forbundsdagen, kan vælges som medlem af Forbundsforsamlingen. Delstaternes repræsentanter i Forbundsforsamlingen behøver ikke at være medlemmer af delstatsparlamenterne; ofte bliver ikke blot delstaternes ledende politikere, men også forhenværende politikere, fremtrædende personer, sportsfolk og kunstnere valgt.
Medlemmerne af Forbundsforsamlingen har parlamentarisk immunitet, indtil valghandlingen er afsluttet.

## Mødetid og -sted
Forbundsforsamlingen træder sammen senest 30 dage inden udløbet af den siddende forbundspræsidents embedsperiode, hvilket i almindelighed vil sige hvert femte år. Hvis forbundspræsidenten er gået af i utide, træder Forbundsforsamlingen sammen senest 30 dage efter afgangstidspunktet. Forbundsforsamlingen indkaldes af Forbundsdagens formand, som fastsætter tid og sted for mødet.
Siden 1994 har Rigsdagsbygningen i Berlin været mødested for Forbundsforsamlingen.

## Valgets forløb
Forbundsdagens formand leder Forbundsforsamlingens møde.
Ethvert medlem af Forbundsforsamlingen kan foreslå kandidater til posten som forbundspræsident. I praksis enes partifraktionerne på forhånd om bestemte kandidater. Enhver tysker, der har valgret til Forbundsdagen og er fyldt 40 år, kan vælges til forbundspræsident.
Valget af forbundspræsident sker ved hemmelig afstemning. Medlemmerne af Forbundsforsamlingen bliver kaldt enkeltvis ind i stemmeboksene (som regel i alfabetisk rækkefølge), hvor de udfylder stemmesedlen og lægger den i stemmeurnen. Den kandidat, der opnår absolut flertal, er valgt. Hvis ingen kandidat opnår absolut flertal i første eller anden valgrunde, vælges den, der i tredje valgrunde får flest stemmer (relativt flertal).
Formanden erklærer Forbundsforsamlingen for afsluttet, når den valgte kandidat har modtaget valget. Forbundspræsidenten bliver taget i ed, når vedkommende tiltræder embedet, i et fællesmøde for Forbundsdagen og Forbundsrådet.